# Postini (entreprise)
Pour l’article homonyme, voir Postini.
Postini est une compagnie de sécurité internet et de réacheminement de courriers électroniques, fondée en 1999, et basée à San Carlos en Californie, USA.
Le 9 juillet 2007, elle a été rachetée par Google pour un montant de 625 millions de dollars.

## Services
Postini propose à ses clients (principalement des entreprises et des organisations) de filtrer les mails qu'ils reçoivent avant qu'ils arrivent sur leurs serveurs, éliminant ainsi en amont les pourriels, les virus et autres éléments non désirés.
À la suite du rachat de la compagnie, le service Postini a été intégrée à l'offre Google Apps. Elle s'interface ainsi avec Gmail, pour permettre la gestion avancée de la messagerie.